# نوک‌شاخ زمینی
نوک‌شاخ زمینی (نام علمی: Bucorvus) نام یک سرده از راسته نوک‌شاخ‌سانان است.

## گونه‌ها
- نوک‌شاخ زمینی ابیسینی Bucorvus abyssinicus
- نوک‌شاخ زمینی جنوبی Bucorvus leadbeateri

## نگارخانه

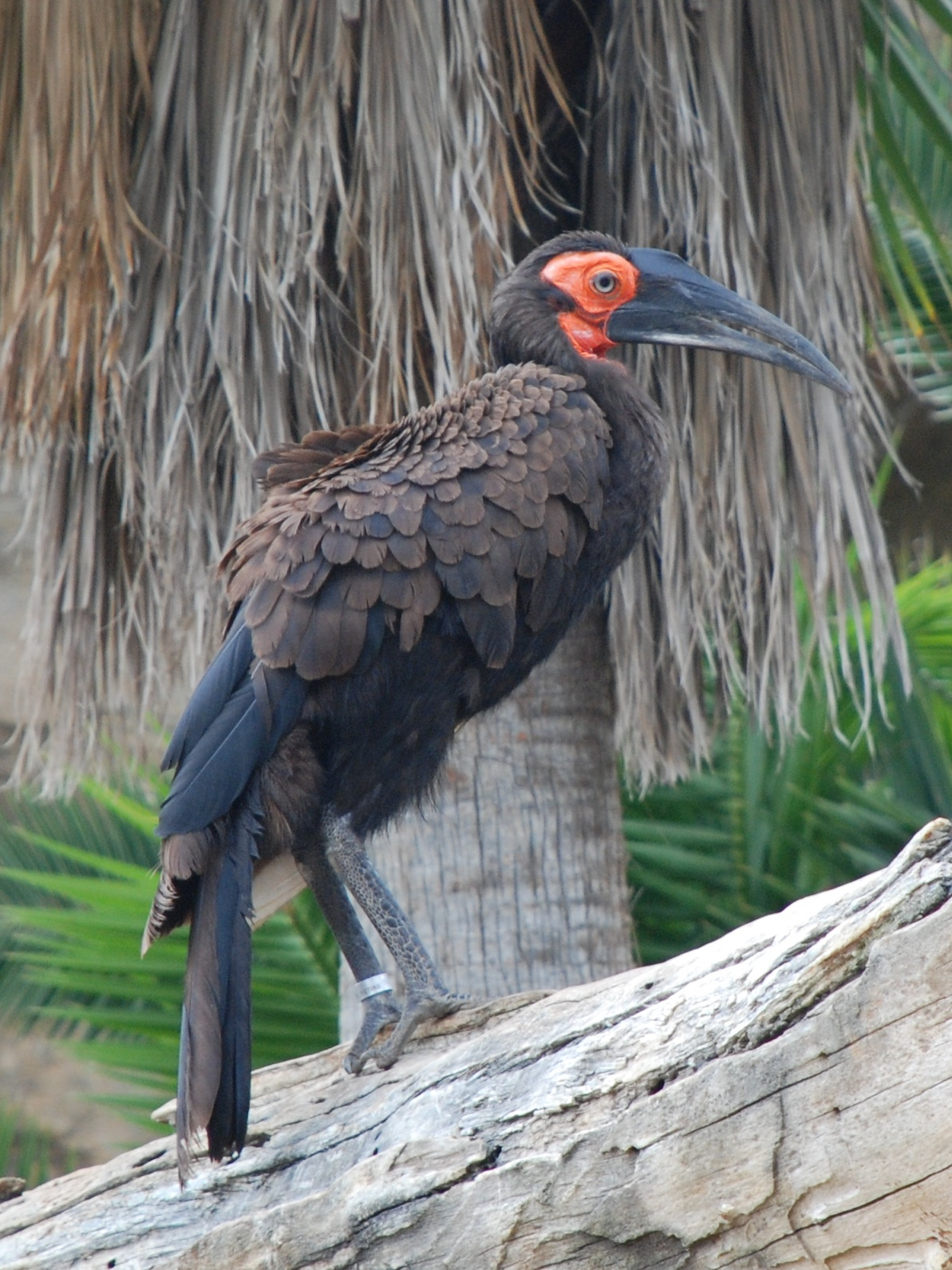
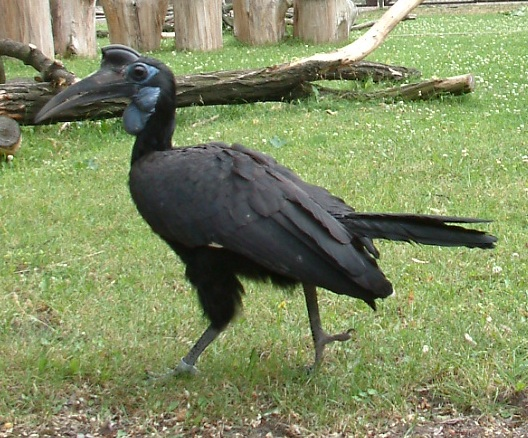